# Bribie Island
Bribie Island è la più piccola e settentrionale di tre grandi isole sabbiose che proteggono la baia di Moreton. Le altre sono Moreton Island e North Stradbroke Island. Bribie si trova nel mar dei Coralli lungo la costa meridionale del Queensland, in Australia, a nord di Brisbane. La parte settentrionale dell'isola appartiene alla Local government area della regione di Sunshine Coast, la parte meridionale alla regione di Moreton Bay. Gli abitanti, al censimento del 2006, erano 16 209.
La maggior parte dell'isola è parco nazionale (Bribie Island National Park che copre 55,8 km²) ed è disabitata. I maggiori centri abitati sono Bongaree, Woorim, Bellara e Banksia Beach.

## Geografia

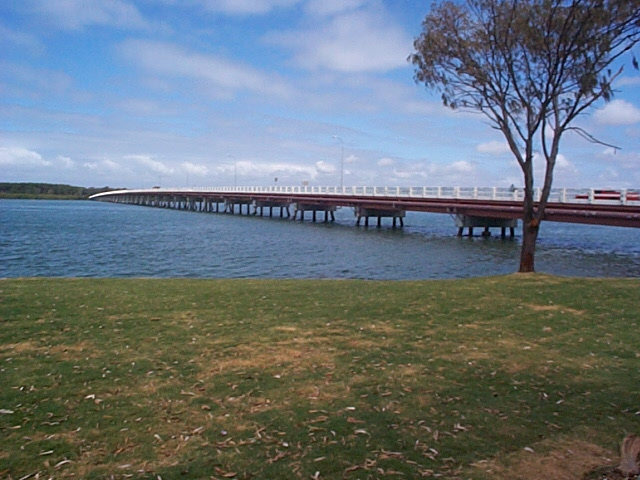
Il ponte di Bribie Island

Bribie si trova molto vicino alla costa, divisa dal Pumicestone Channel; la sua estremità settentrionale parte dalla città di Caloundra. A sud-ovest un ponte, che fu completato nel 1963, la collega a Sandstone Point. L'isola è lunga 23 km e ha una superficie di 153 km².

## Storia
Nel 1799, il navigatore inglese Matthew Flinders sbarcò all'estremità meridionale dell'isola, lì il suo equipaggio fu attaccato dagli aborigeni e ci fu una scaramuccia, chiamò quindi il punto Skirmish Point.